# Omana
OMANA (укр. Омана) — український альтернативний рок-гурт, що виконує пісні у стилі пост-ґрандж з домішками електронної музики. Лірика і візуальна частина пронизані темами sci-fi та містики. Для підкреслення атмосфери своїх пісень група використовує багато ілюстрацій, що є їх своєрідною візитівкою. Це пов'язано із захопленням фронтменом Олексієм Богомольним коміксами.

## Історія
Гурт Omana — результат ребрендингу альтернативного проєкту Bohomolnyi, заснованого у 2013 році тернопільським музикантом Олексієм Богомольним. До цього він був одним із засновників відомого українського гурту Vivienne Mort, який покинув у 2009 році через навчання в іншому місті та бажання гурту змінити жанр музики й звучання на більш легке. Богомольного можна почути в їх найперших рокових версіях хітів «Лети» та «День, коли святі». Також свого часу Олексій грав у гуртах Despot, Холодне Сонце та був сесійним гітаристом у Nameless.
У 2016 році сольний проєкт Bohomolnyi перетворюється у повноцінний гурт OMANA. Назва орієнтовно виникла з рядків однієї з пісень Олександра Чемерова. Першим релізом стало концептуальне EP «Пригоди Сковороди в Сузір'ї Великого Пса» 2016 року про викрадення нащадка Сковороди інопланетянами та його мандри в новому світі з привидами та іншими створіннями. Записувався мініальбом на студії Revet Sound, власником якої є гітарист гурту ТОЛ KNOB. У підтримку міньйону були випущені кліпи «Останнє побажання» і «Втеча» та проведено кілька концертів.
У 2017 OMANA потрапила в п'ятірку кращих молодих гуртів в конкурсній програмі фестивалю «Тарас Бульба». В тому ж році фронтмена Олексія можна було побачити на двох концертах Димна Суміш в київському Sentrum, де він грав разом з ними на гітарі. Пісню «Сам на Сам» використовували у компанії українського коміксу «Троє проти Зла»
У 2018 було випущено 2 сингли «Очі» та «Сюр», а згодом і кліпи на них. Також у 2018 в групі повністю змінюється ритм-секція: приходять бас-гітарист Дмитро Приходько та барабанщик Сергій Маркович, які раніше грали разом у групі OSTRIV. Новим складом вони майже відразу виступили на розігріві у The Gitas. Нова команда починає додавати синтезатори й семплер, тому в звучанні з'являється електроніка з ухилом в industrial та space rock.
На початку 2019 у групі виникає магія, в результаті якої пишеться кілька десятків пісень. 13 із них відбираються для першої повноформатної платівки під назвою «Альбом Жахів», реліз якої відбувся 13 березня 2020 року. На кожну з пісень гурт розробив окрему ілюстрацію згідно з концептом лонгплею разом із харківською художницею Нікою Назаренко, яка вже давно співпрацював з Олексієм. Також вони разом випустили анімаційний фентезі-кліп на пісню «Не Знайдуть». Запис і зведення альбому відбувалися на київській студії LipkyZvukozapys за участі звукорежисера Сергія Заболотного, відомого по роботі з Bahroma, Гапочка, Epolets та ін. За мастеринг відповідав John Davis із лондонської Metropolis Studios, який працював з Led Zeppelin, Pixies, Placebo та іншими.
У 2021 гурт випускає ще два анімовані кліпи: «Подих Змія» та «Вампір». Також виходить колаборація з гуртом Vivienne Mort у вигляді синглу та кліпу з переосмисленням пісні «Демони». Після змін у складі оновлений колектив виступає на українських фестивалях: Файне місто (фестиваль), БарРокКо, Comic Con Ukraine. Восени 2021 команда здійснює міні-тур містами України: Львів, Луцьк, Одеса, Харків. У кінці року записана кавер-версія пісні «Таємні Сфери» для триб'ют-альбому на честь 35-річчя групи Воплі Відоплясова.
2022 року вийшло два сингли гурту, «Я борюсь до кінця» та «Супергерой», а 5 жовтня вийшов мініальбом «Не засинати», що відрізняється більш важким звучанням.
Листопад 2022 почався з ефектної колаборації — вийшов спільний трек «дітей інженерів», OMANA, Alice Change та «хейтспіч». Пісня отримала назву «Тренди» й охоплює різноманітні проблеми української музичної індустрії: вживання російського контенту, упереджені результати премій, відсутність просування інді-сцени, блокування творчості артистів, які відкрито говорять про війну.
17 листопада OMANA презентувала сингл «Вовки», що став саундтреком до коміксу. Це перезапис старої пісні Олексія Богомольного, який приурочено спеціально до третьої частини коміксу «Троє проти Зла» від видавництва «А-БА-БА-ГА-ЛА-МА-ГА». Вона була написана ще в далекі часи, коли Олексій випускав пісні як сольний артист під назвою Bohomolnyi. Старий запис можна знайти на soundcloud. У свіжій версії чути зовсім інше звучання, яке має багато шарів аранжування. Якщо раніше хлопці старалися записувати наближено до живого звучання, то тепер дали волю мультидоріжкам та експериментам. Вийшла потужна космічна рок-балада.
За другу половину 2022 року гурт виступив на багатьох благодійний концертах і фестивалях, а такох з'їздив у тур у підтримку ЗСУ разом із гуртом Epolets та БФ «ДЛЯ ГЕРОЇВ».
8 лютого 2023 року колектив поділився з меломанами новим синглом «Мрії». Олексій Богомольний почав працювати над цією піснею у березні 2022, коли дізнався про бомбардування Маріупольського драмтеатру. Записана вона була вже восени 2022 на студії без жодної репетиції. За словами музикантів, новинка характеризується легким і ліричним звучанням, на яке вплинув її дистанційний спосіб появи, так як хлопці майже весь рік знаходились у різних містах.
15 червня виходить кліп на акустичну версію пісні «Мрії». Робота зачіпає тему війни та ціни за мирне життя. Для відео музиканти залучили своїх слухачів написати свої мрії чи візуалізувати їх. Також команда отримала багато малюнків від дітей ВПО та дітей, чиї батьки служать в ЗСУ. Згодом хлопці вирушили у спільний тур із гуртом Rohata Zhaba.
28 липня 2023 року гурт виступив на Main Stage фестивалю «Файне місто» у Львові, а вже у вересні 2023 відкатав спільний тур з гуртом Stoned Jesus
12 жовтня група випустила відео на новий сингл «Молодим», яке було відзнято влітку на фестивалі «Файне місто» у Львові.

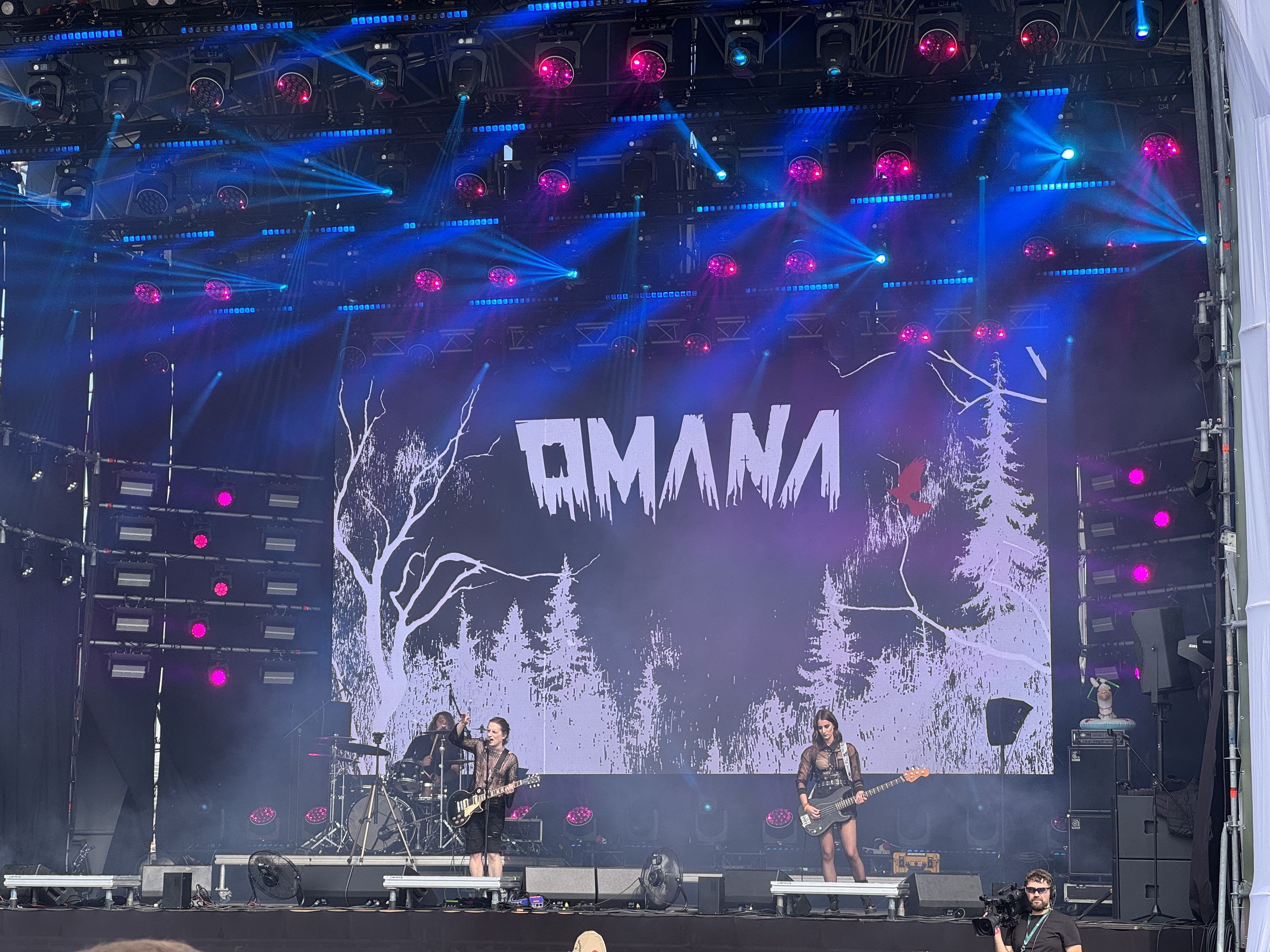
Виступ гурту на фестивалі «Файне місто» 2025 року

8 грудня гурт презентував другий повноформатний альбом «Крізь Пітьму» та анонсував перший сольний благодійний тур на 2024 рік. На підтримку туру й альбому команда випустила 3 відео на пісні з альбому: «Знову Живий», «Холодний Місяць», «Птах Чарівний».

## Склад гурту
- Олексій Богомольний — текст, музика, вокал, гітара, синтезатор
- Сергій Маркович — барабани[16], семплер (з 2018)
- Юрій Макогон — бас, бек-вокал (з 2021)

#### Колишні учасники
- Дмитро Приходько — бас, бек-вокал (2018—2021)
- Андрій Кукурудза — барабани (2016—2018)
- Павло Романчук — бас (2016—2018)

## Дискографія
Студійні альбоми
- «Альбом Жахів» (2020)[17]
- «Крізь Пітьму» (2023)[18][19]

Мініальбоми
- «ДЕМО№ 3» (Bohomolnyi) (EP, 2013)
- «Божевілля» (Bohomolnyi) (EP, 2015)
- «Темний Світ» (Bohomolnyi) (EP, 2015)
- «Пригоди Сковороди в Сузір'ї Великого Пса» (EP, 2016)[20]
- «Не засинати» (EP, 2022)[21]
- «Божевілля» (EP, 2024)[22]

Сингли
- «Магія» (Bohomolnyi) (2016)[23]
- «НЛО» (2016)
- «Останнє Побажання» (2016)[24]
- «Очі» (2018)
- «Сюр» (2018)
- «Сам на сам» (2018)
- «Не Знайдуть» (2020)
- «Я борюсь до кінця» (2022)
- «Супергерой» (2022)
- «Тренди» (2022)
- «Вовки» (2022)
- «Мрії» (2023)
- «Мрії (акустика)» (2023)
- «Молодим» (2023)
- «Знову Живий» (2023)
- «Холодний Місяць» (2023)
- «Птах Чарівний» (2024)
- «Божевільний» (2024)
- «Журлива» (2024)
- «Скелети» (2024)
- «Час настав зустріти монстрів» (2025)
- «Під готичним небом» (2025)

Музичні відео
- «Останнє побажання» (2016)[25]
- «Втеча» (2017)[26]
- «Сюр» (2018)[27]
- «Очі» (2019)[28]
- «Не Знайдуть» (2020)[29]
- «Подих Змія» (2021)[30]
- «Демони» разом з Vivienne Mort (2021)[31]
- «Вампір» (2021)[32]
- «Паранормальні» (2022)
- «Супергерой» (2022)
- «Мрії (акустика)» (2023)[33]
- «Молодим» (2023)
- «Знову Живий» (2023)
- «Холодний Місяць» (2023)
- «Птах Чарівний» (2024)
- «Божевільний» (2024)[34]
- «Час настав зустріти монстрів» (2025)[35]
- «Під готичним небом» (2025)